# 마산합포우체국
마산합포우체국은 경상남도 창원시 마산합포구를 관할하는 부산지방우정청 소속 우체국이다. 2009년에 마산우체국과 통합되었다가 2011년에 다시 분리되었으며, 2021년 1월 1일부터 다시 마산우체국과 통합된다.

## 연혁
- 1996년 3월 16일: 개국
- 2001년 10월 1일: 마산교방동우편취급소를 마산교방주공우편취급소로, 마산경남신포우편취급소를 마산대우백화점우편취급소로 명칭 변경[1]
- 2009년 7월 27일: 마산우체국 소속국 통합
- 2011년 10월 1일: 총괄국 전환
- 2014년 1월 1일: 우편구역을 다음과 같이 고시[2]

| 배달국         | 배달구역                                              | 구역번호                                                   |
| -------------- | ----------------------------------------------------- | ---------------------------------------------------------- |
| 마산합포우체국 | 마산합포구 전지역 (단, 진동면 · 진북면 · 진전면 제외) | 51251 ~ 51286 51327 ~ 51337 51713 ~ 51786 (단, 51781 일부) |
| 진동우체국     | 마산합포구 진동면 · 진북면 · 진전면                   | 51785 ~ 51797 51781 일부, 51755 51775, 51778               |

- 2014년 6월 20일: 마산현동우편취급국 폐국[3]
- 2015년 6월 5일: 마산구산우편취급국 설치[4]
- 2015년 6월 30일: 구산우체국 폐국[5]
- 2015년 7월 1일: 구산우체국 별정우체국 지정 해지[6]
- 2019년 7월 1일 : 마산자산동우체국 폐국[7][8]
- 2021년 1월 1일 : 마산우체국과 소속국 재통합[9]